# Luigi Albertini
Luigi Albertini, född 19 oktober 1871 i Ancona, Italien, död 29 december 1941 i Rom, var en inflytelserik italiensk journalist och politiker. Han var en uttalad antirasist, även om han under en period stödde det nationella fascistpartiet, på grund av deras motstånd till den politiska vänstern. Från 1914 till Benito Mussolinis marsch mot Rom 1922 var han ledamot av senaten.
Albertini skrev ett verk på tre volymer, Le origini della guerra del 1914 (Ursprungen till kriget 1914), som gjorde honom berömd över hela världen. I boken var han den första person att studera hur underliggande strukturer och aggression i Tyskland var faktorer till utbrottet av första världskriget. Albertinis ståndpunkt var att det tyska stödet till Österrike-Ungerns krigsförklaring av Serbien 1914 var ett väldigt riskfullt spel, och att den tyska mobiliseringen, i och med Schlieffenplanen, betydde krig.